# ラムシュタイン
ラムシュタイン（Rammstein）は、ドイツのロックバンド。全員が東ドイツ出身。1970年代後半から続いてきたノイエ・ドイチェ・ヴェレと、ハードロックや電子音楽を組み合わせ、ウームフ!と並び「ノイエ・ドイチェ・ヘァテ(Neue Deutsche Härte、訳:新ドイツ・ハード)」の先駆者となった。コンサートでは、大量の火薬や火炎放射器を使った過激な演出でも知られている。ロゴの形から「R+」と略されることもある。

## 概要
1994年に結成。バンド名は1988年に西ドイツのラムシュタイン＝ミーゼンバッハにあるラムシュタイン空軍基地の航空ショーで発生したラムシュタイン航空ショー墜落事故から取られた（バンド名はMが一つ多いが、これは後にラムシュタイン空軍基地のスペルはMが2つと勘違いしていたと後年にパウルが語っている）。

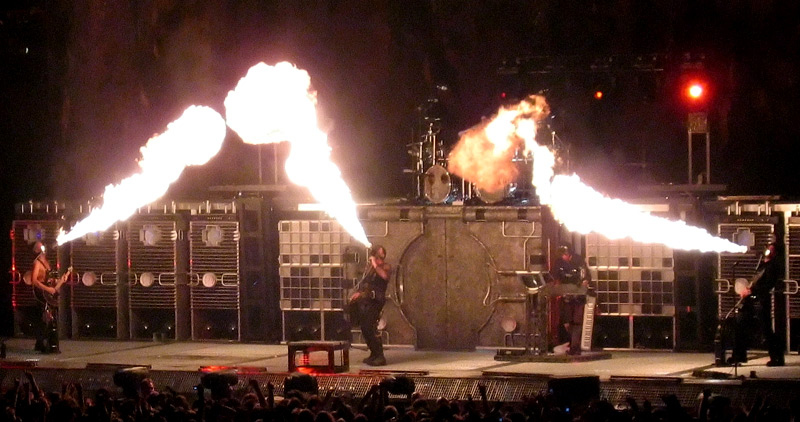
火炎放射器を使ったコンサート

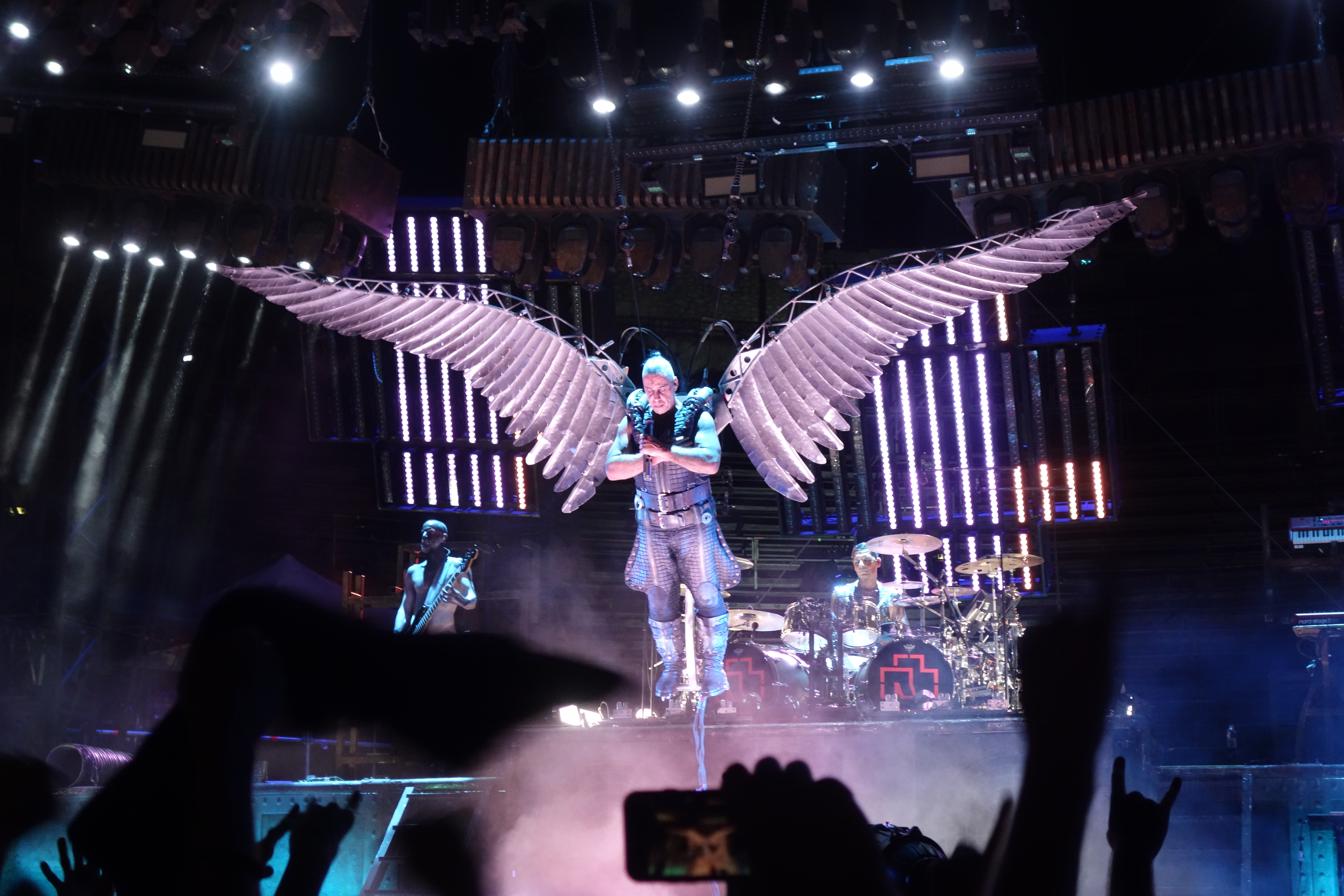
宙吊りパフォーマンス - フランス・ニーム公演 (2017年7月)

デペッシュ・モードの「Stripped」をカバーした際、ミュージック・ビデオにレニ・リーフェンシュタール制作の映画『オリンピア』のワンシーンが映っていること、ボーカルのティルのrの発音がヒトラーと同じような巻き舌の発音あることから、ネオナチバンドであると批判された。それに対し『ムター (アルバム)』収録曲「前進 (Links 2-3-4)」で自らが左派バンドであると主張している他、2005年には連邦憲法擁護庁によって「ラムシュタインの背景にあるのは右翼の放火魔ではなく、左翼の花火師だ」と説明されている。
2019年のモスクワ公演中には、ロシアの同性愛宣伝禁止法への抗議として、「異邦人 (Ausländer)」演奏中にパウルとリヒャルトがキスをしている。
活動初期はインタビューを受けることが多かったが、現在では断る傾向の強いバンドとして有名である。そのため、情報源はニュースやメンバーがライブ後にファンに漏らす形で提供されることが多い。メンバー個人で取材を受けることはあるが、機材などのインタビューが多く、バンド関連の情報は殆どない。
火薬等を使ったライブパフォーマンスはティルがパイロテクニクスの資格を持っているために行うことができる。ギター担当の2人が口から火を噴く(「撃て！ (Feuer frei!)」当項目上写真)、窯に入ったフラケに向かってティルが火炎放射を行う(「Mein Teil」)などのパフォーマンスが特に有名である。火炎放射や爆破の規模はキッス以上であり、ライブ会場付近を飛行する飛行機の機内からでも見える。
2016年からはライブの入場曲として、新曲の「Ramm4」が用いられていたが、2019年からはヘンデルの『王宮の花火の音楽』と共にステージ中央上部のエレベーターから降りる形で入場する。
ライブ・ツアーを重視するバンドであるため、"ライブを年内に一切行わない"ことが活動休止と捉えられる。新型コロナウイルスの流行により2020年と2021年のライブがすべてキャンセルされた際、新スタジオ・アルバム『時間 (Zeit)』を製作するなど、音楽活動を完全に中止させていなかったにもかかわらず、表面上では活動休止としていた。作曲などの音楽活動の完全な休止は、2013年から2015年の2年間のみである。
歌詞については、ノイエ・ドイチェ・ヘァテというジャンルに違わず、殆どがドイツ語で歌われている。一部の歌詞をロシア語(「モスクワ (Moskau)」)や英語(「Amerika」「Pussy」)、スペイン語(「愛してるぜ、姉ちゃん (Te Quiero Puta!)」)で歌うこともある。
近親相姦（「プレイ・ウィズ・ミー (Spiel mit mir)」、「ビースト (Tier)」）、子どもの性的虐待（「ビースト」、「ハレルヤ(Halleluja)」）、屍姦（「Heirate mich」）、同性愛（「男対男 (Mann gegen Mann)」）、カニバリズム(「Mein Teil」)、性病（「OK」）など、過激な題材を扱ったものが多い。その一方で、ゲーテの詩を題材にした曲（Dalai Lama-「魔王」, Rosenrot-「野ばら」）があるなど文学的な側面も持つ。
引用も多く、「ドイツ (Deutschland)」ではドイツの歌の本来公的な場では流れない1番、「ジグザグ (Zick Zack)」ではドイツの諺の1つ「美しくなりたければ、苦しまなければならない (Wer schön sein will, muss leiden.)」や「ナイフ・フォーク・鋏・ライトは子どもの物ではない (Messer, Gabel, Schere, Licht
Sind für kleine Kinder nicht.)」をもじったものとなっている。
公式オンラインショップの他、ベルリン・パンコウ区ヴィルヘルムスルーには公式ショップもある。CDなどの音楽関連商品やアパレルグッズの他、酒類やステージを再現したペーパークラフト、写真集といった小道具類から、ロゴを模したテーブルや折り畳みストーブといった大道具類も販売されている。
2019年に公式スマートフォン用アプリ「Rammstein」がGoogle PlayとApp Store向けにリリースされている。
公式ファンクラブ名はLIFAD。年会費制となっている。チケットの優先発売や、LIFAD限定ライブも行っている。

## メンバー
結成以降、一度もメンバー変更や脱退がない。ティルがフロントマンとしてメディアに出演することが多いが、リーダーとして決まっているわけではなく、全員が対等な立場であることが分かる。一方で、結成者はリヒャルトであるため、彼がリーダーであるという声もある。
| 氏名                                                                  | パート       | 生年月日・出身地                                                                       | 在籍期間       | 他の所属グループ                                                                   |
| --------------------------------------------------------------------- | ------------ | -------------------------------------------------------------------------------------- | -------------- | ---------------------------------------------------------------------------------- |
| リヒャルト・Z・クルスペ （Richard Z. Kruspe）                         | リードギター | 1967年5月24日（57歳） 東ドイツ・ブランデンブルク州・プリーグニッツ郡・ヴィッテンベルゲ | 1994年1月1日 - | First Arsch (?-1993年) Emigrate (2005年-2008年、2011年-)                           |
| ティル・リンデマン （Till Lindemann）                                 | ボーカル     | 1963年1月4日（62歳） 東ドイツ・ザクセン州・ライプツィヒ                                | 1994年1月1日 - | First Arsch (1986年-1993年、1995年) LINDEMANN (2015年-2020年)                      |
| パウル・ランダース （Paul Landers）                                   | リズムギター | 1964年12月9日（60歳） 東ドイツ・東ベルリン・バオムシューレンヴェーク地区               | 1994年1月1日 - | Die Firma (1986年-1991年) First Arsch (?-1993年) Feeling B (1983年-1993年、2007年) |
| オリバー・リーデル 通称:オリー （Oliver "Ollie" Riedel）              | ベース       | 1971年4月11日（54歳） 東ドイツ・メクレンブルク＝フォアポンメルン州・シュヴェリーン     | 1994年1月1日 - | The Inchtabokatables (1991年-1993年)                                               |
| クリストフ・シュナイダー 通称:ドゥーム （Christoph "Doom" Schneider） | ドラム       | 1966年5月11日（59歳） 東ドイツ・東ベルリン・パンコウ区                                 | 1994年1月1日 - | Die Firma (1988年?-1993年) Feeling B (1990年-1993年、2007年)                       |
| クリスティアン・ロレンツ 通称:フラーケ （Christian "Flake" Lorenz）   | キーボード   | 1966年11月16日（58歳） 東ドイツ・東ベルリン                                            | 1994年1月1日 - | Feeling B (1983年-1993年、2007年)                                                  |

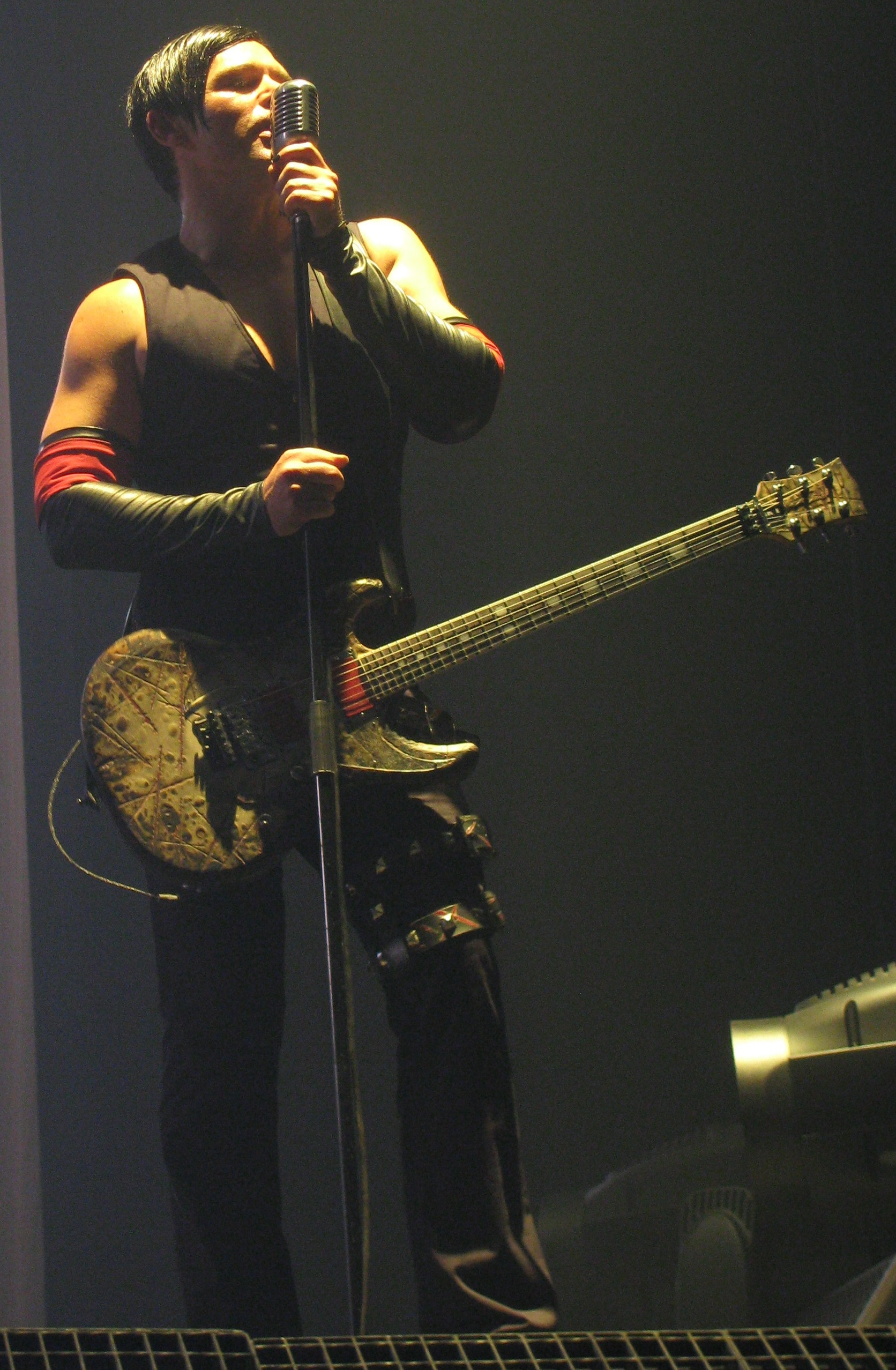
リヒャルト・Z・クルスペ(G) 2010年
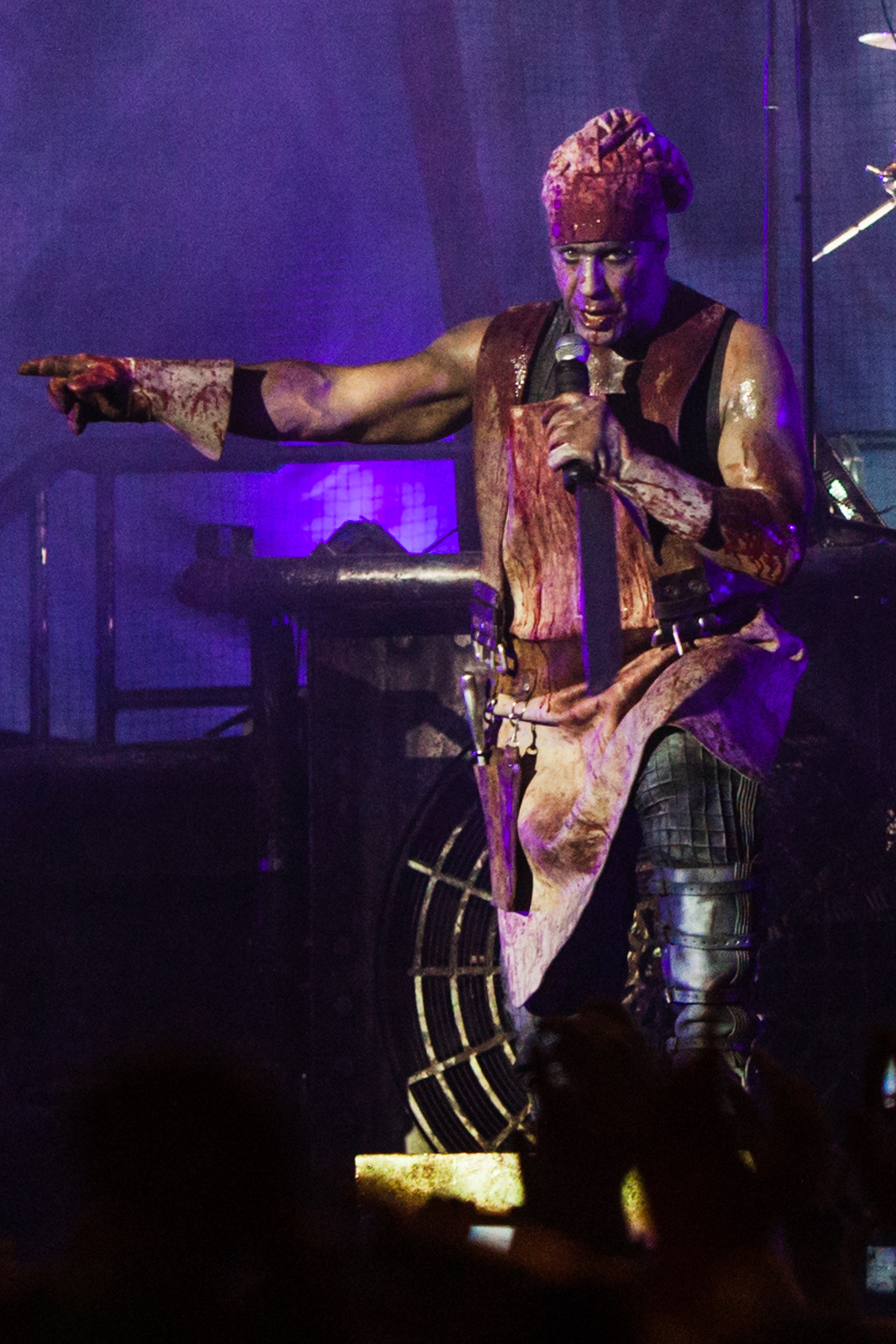
ティル・リンデマン(Vo) 2012年
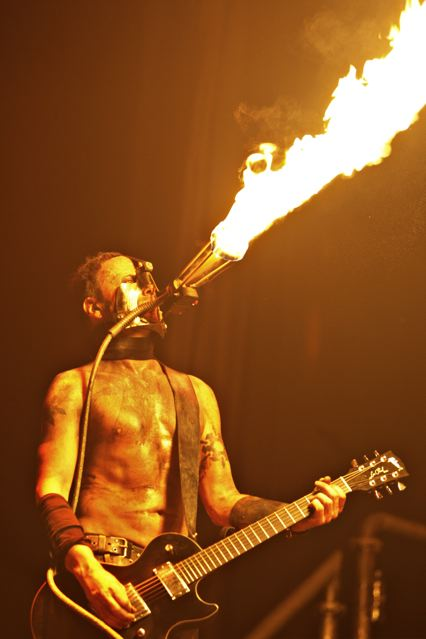
パウル・ランダース(G) 2010年
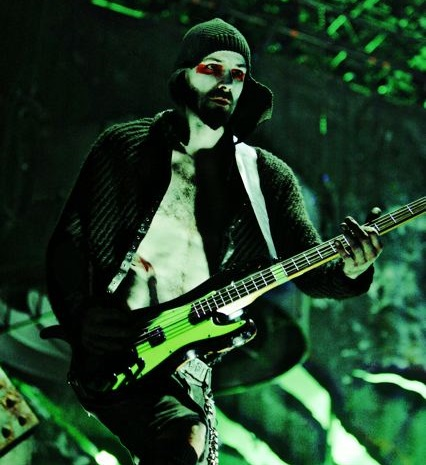
オリバー・リーデル(B) 2010年
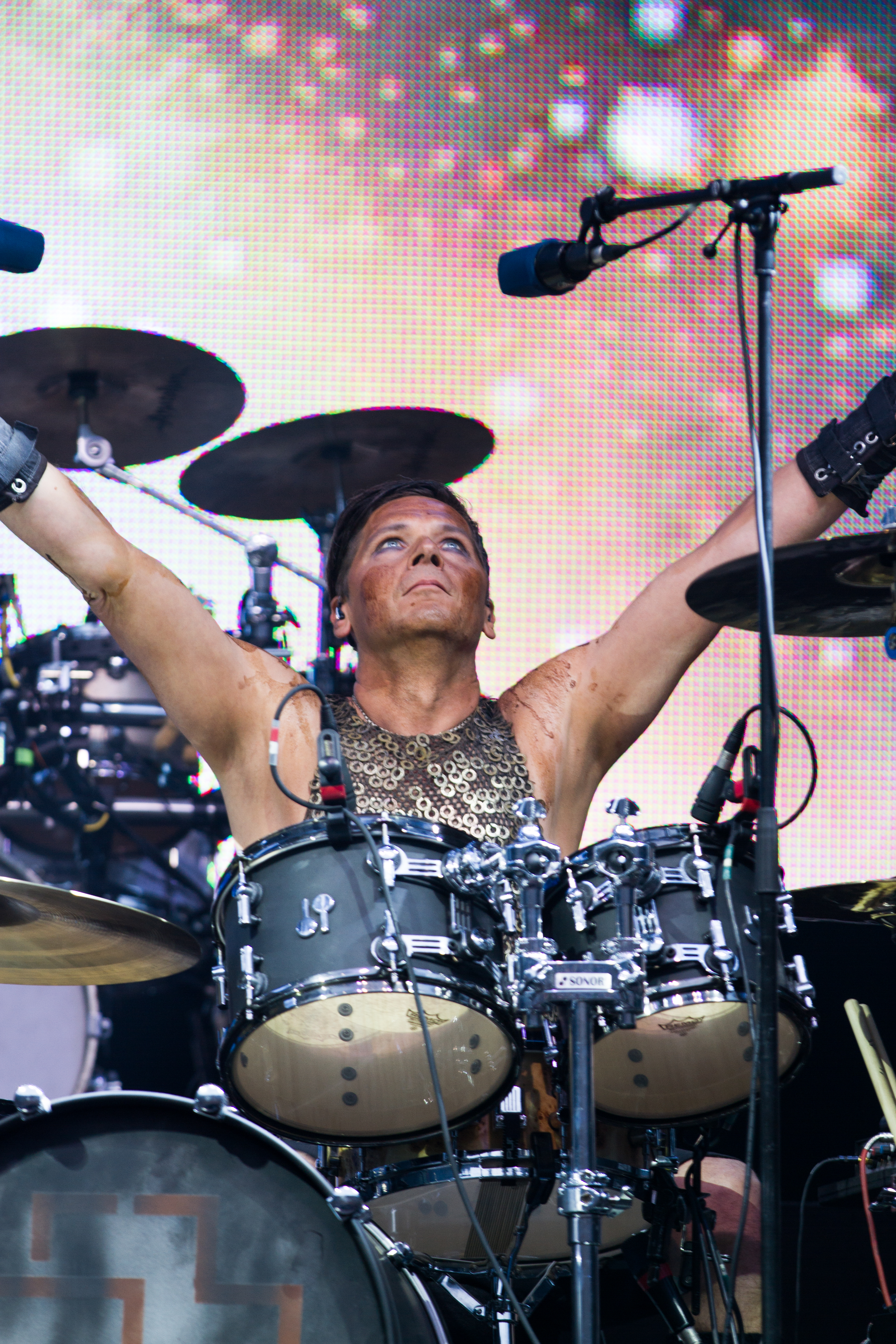
クリストフ・シュナイダー(Ds) 2015年
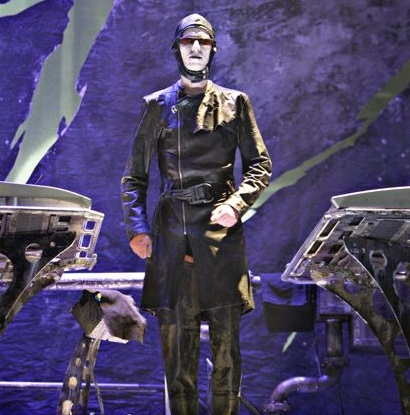
クリスティアン・ローレンツ(Key) 2009年

## 来歴

### 結成 - Motor Music時代 (1993年 - 2003年)
1993年、前身である「Tempelprayers」が結成。結成当初のメンバーはリヒャルト、ティル、オリバー、クリストフの4人だけであった。資金不足だったため、クリストフの所属していたパンク・ロックバンドFeeling Bの収益を使い活動していた。Feeling BのリーダーであるAljoscha Rompeが不法占拠していた建物でデモ曲を4曲録音してコンテストに出場し、優勝。このデモ曲を聴いたパウルが関心を持ち加入。後に同じくFeeling Bのメンバーであるフラーケを勧誘し、フラーケが加入する。
1994年、Tempelprayersからラムシュタインに改名。しばらくはインディーズとして活動し、年内にMotor Musicに加入。プロデューサーはヤーコブ・ヘルナーが就いた。翌年に初アルバムとなる『ヘルツェライト』発売。
1995年より約2年間、Clawfinger、Eskimos and Egypt、ラモーンズらと共同してツアー活動を行いつつ、単独でもドイツ語圏のツアーも行っていた。
1996年、デイヴィッド・リンチにPV制作を依頼するが、リンチが多忙だったため実現せず、しかし翌年公開の『ロスト・ハイウェイ』で「Heirate mich」と「Rammstein」の2曲が起用された上、「Rammstein」はPVも制作された。
1997年5月17日、オランダのピンクポップ・フェスティバル参加。
同年にはアルバム『渇望』発売。日本でも発売される。11月からはアルバム発売記念ツアーを行い、KMFDMをサポートメンバーとしてアメリカ進出を果たした。
1998年、コーン主催のファミリー・ヴァリューズ・ツアー98参加。
1999年、キッスのラテンアメリカツアーにサポートメンバーとして参加。同年、ライブ・アルバム『ベルリン・ライヴ』発売記念ツアーを行う。
2000年、フジロックフェスティバル参加。翌年には日本ツアーを行い、大阪・BIG CATと東京・LIQUIDROOMの2公演が行われた。
その後、2005年6月3日の神奈川・CLUB CITTA'での公演を最後に、日本公演は行われていない。
2001年、『ムター (アルバム)』発売。翌年、映画『トリプルX』で収録曲「撃て！ (Feuer frei!)」が主題歌となり、映画も彼ら自身のライブシーンから始まり銀幕デビューも果たした（ライブシーンは映画の為に撮影した擬似ライブ）。
同年、ヨーロッパツアーを行い、プラハ公演ではAC/DCとの共演も果たした。
2003年、PVやメイキング映像、2002年までのライブ映像を纏めたDVD『ラムシュタイン的変態シネマ』発売。

### ユニバーサルミュージック時代～活動休止 (2004年～2013年)
2004年、ユニバーサルミュージックへ移籍。移籍後初のアルバム『ライゼ・ライゼ～南船北馬』発売。発売記念ツアーを2年間行う中で、翌年には『ローゼンロート』も発売される。翌年にはこの2年のツアーを纏めたDVD『Völkerball』が発売された。
2009年、『最愛なる全ての物へ』発売。国内盤は同年12月16日に、未発売だった『ローゼンロート』の国内盤と共に発売された。また、前々作『ライゼ・ライゼ〜南船北馬』もオリジナルジャケットに戻された上で再版されている。
同年より断続的に、5年間に及ぶツアーを行った。2010年のアメリカでのツアー中、「ベンド・ダウン （Bück dich）」の演奏中にティルとフラーケがステージで行っているディルドなどを使った擬似行為やSM的なパフォーマンスが猥褻行為にあたるとされ、二人は逮捕された。この北米ツアーはDVD『Rammstein in Amerika』に収録され、2015年に発売された上、2024年にはアマゾンプライムにて期間限定配信もされた。
2011年、アメリカのHR/HM専門アワードRevolver Golden God Awardでベスト・ライヴ・バンドに選出される。
同年、ベスト盤『メイド・イン・ジャーマニー 1995-2011』をリリース。
2012年3月、Echo Awardでマリリン・マンソンと共演し「The Beautiful People」を披露。
同年、DVD ビデオ『Videos 1995-2012』をリリース。
2013年のツアーを最後に、「休暇」という形で活動休止。

### 活動再開 - 2度目の活動休止 (2015年 - 2024年)

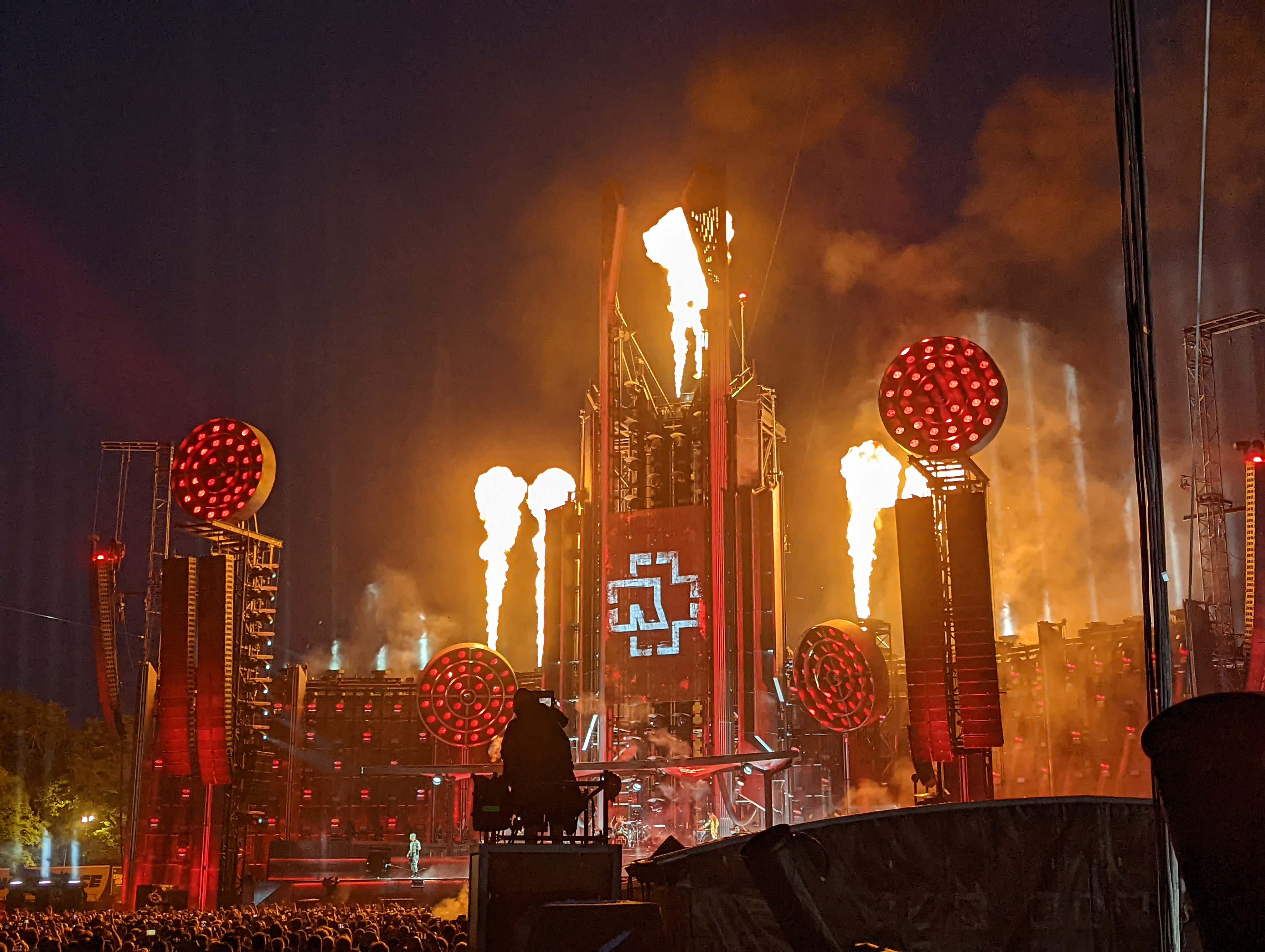
2019年から使用されている特設ステージ。中央のロゴマークがあるディスプレイの裏側にエレベーターが隠されており、メンバーが乗ることもある。(2022年7月、ネイメーヘンにて)

2015年に活動再開。新曲「Ramm4」と共に翌年から復帰ツアーも行った。
2017年、Preis für Popkulturライブ・パフォーマンス部門、UK Music Video Awardsライブ・コンサート部門を受賞した。
2018年、ベルリン・パンコウ区のベルクマン・ボルジヒ工場の廃墟を改装し、公式ショップを開店。文化財の保護に尽力したとして、Ferdinand von Quast medailleを受賞した。
同年、ドイツ音楽作家賞ロック/メタル作曲賞を受賞した。
2019年、『タイトルなし』を全世界同時発売。初めて全英チャートでトップ10入りを果たした他、日本のオリコンでも総合チャートで39位、洋楽チャートで7位を記録するなどの成功を収めた(欧州と比べると下の方ではあるが、初めてトップ40入りを果たしている)。
また、ステージを一新し、5年間に及ぶツアーを行った。
2020年、ツアーを計画していたものの、新型コロナウイルスによるロックダウン等により、翌年のツアー諸共キャンセルとなる。その間に急遽としてアルバム『ツァイト』制作に取り掛かった。
2021年、2020年東京パラリンピックに出場するドイツ選手団の応援映像に「欲望 (Ich will)」を提供した。
2022年、『ツァイト』発売。4月にはツアーも再開される。
2023年5月22日のリトアニアでの公演後、ティル主催のアフターパーティーにて酒にドラッグを入れられ、性的暴行を受けたと北アイルランド人女性が告発した。しかし、事前に女性がTwitterにてティルに一切指を触れていないと投稿していた事(投稿は削除済み)、パーティー後に女性がリトアニア警察で調書を書いていなかった事から、「酒にドラッグ」「性的暴行」という言葉が一人歩きした。後に女性が投稿を撤回し暴行を受けたと主張。また、第三者である俳優のカイラ・シックスもYouTubeにて同様の暴行を受けそうになったと主張した。6月、ティルは性犯罪と麻薬配布の容疑で家宅捜索を受けるも、無実であるとして8月に捜査は打ち切られた。
これらに対し、ティルはカイラ・シュピーゲル・南ドイツ新聞・北ドイツ放送を名誉棄損として訴え、勝訴した。
2024年、7月31日のゲルゼンキルヒェン公演を最後に、最低でも2年以上の活動休止を行うこと、2016年の初披露以降、音源化されていなかった「Ramm4」をリリースすることを発表した。
同年、"Metal Awards 2024"メタル・バンド部門に34,072票のうち34.38%と、2位のアイアン・メイデンに3倍近くの差をつけ1位となった。また、ティルが男性歌手部門を受賞した。

## ディスコグラフィ

### シングル
全て日本盤未発売。邦題はユニバーサルミュージック・ジャパン公式からの引用。
表題曲は一部例外を除き、ミュージックビデオが付属DVDに収録されているか、テレビ放送されていた。また、ベスト・アルバム『メイド・イン・ジャーマニー 1995-2011』のデラックス・スペシャル・エディションまたはベストDVD『Videos 1995 - 2012』にも収録されている。メイキング映像はその曲の背景やミュージックビデオを製作することになった経緯、撮影の裏話をインタビュー形式で答えている。 現在はメイキング映像含め、YouTube公式チャンネルから視聴可能。
「ドゥー・リーヒスト・ゾー・グート」から「燃える心」までのメンバー個人や他バンドによるリミックス・アレンジ音源やカバー音源は全て纏められ、2020年に『Remixes』としてSpotifyとApple Musicにてストリーミングリリースされた。なお、2025年現在もこのリストは更新され続けている。
- 1995年 Du riechst so gut – ドゥー・リーヒスト・ゾー・グート（英語版）
- 1996年 Seemann – ゼーマン (ラムシュタインの曲)（英語版）
- 1997年 Engel – エンジェル (ラムシュタインの曲)（英語版）
- 1997年 Du hast – ユー・ヘイト（英語版）
- 1997年 Das Modell – モデル – クラフトワークのカバー。
- 1998年 Du riechst so gut '98 – ドゥー・リーヒスト・ゾー・グート'98（英語版）
- 1998年 Stripped – ストリップド – デペッシュ・モードのカバー。
- 2001年 Asche zu Asche – アシェ・ツー・アシェ（英語版）
- 2001年 Sonne – 太陽 (ラムシュタインの曲)（英語版）
- 2001年 Links 2-3-4 – 前進 (ラムシュタインの曲)（英語版）
- 2001年 Ich will – 欲望 (ラムシュタインの曲)（英語版）[注釈 8]
- 2002年 Mutter – 母 (ラムシュタインの曲)（英語版）
- 2002年 Feuer frei! – 撃て！（英語版）
- 2004年 Mein Teil – マイン・タイル（英語版）
- 2004年 Amerika – アメリカ (ラムシュタインの曲)（英語版）
- 2004年 Ohne dich – オーネ・ディヒ（英語版）
- 2005年 Keine Lust – カイネ・ルスト（英語版）
- 2005年 Benzin – ガソリン (ラムシュタインの曲)（英語版）
- 2005年 Rosenrot – 赤いバラ（英語版）
- 2006年 Mann gegen Mann – 男対男 (ラムシュタインの曲)（英語版）
- 2009年 Pussy – プッシー (ラムシュタインの曲)（英語版）[注釈 9]
- 2010年 Ich tu dir weh – イヒ・トゥー・ディア・ヴェー（英語版）
- 2010年 Haifisch – 鮫 (ラムシュタインの曲)（英語版）
- 2011年 Mein Land – マイン・ラント（英語版）
- 2012年 Mein Herz brennt – 燃える心（英語版）
- 2019年 Deutschland – ドイツ (ラムシュタインの曲)（英語版）
- 2019年 Radio – ラジオ (ラムシュタインの曲)（英語版）
- 2019年 Ausländer – 異邦人 (ラムシュタインの曲)（英語版）
- 2022年 Zeit – 時間 (ラムシュタインの曲)（英語版）
- 2022年 Zick Zack – ジグザグ (ラムシュタインの曲)（英語版）
- 2022年 Dicke Titten – 大きいおっぱい（英語版）
- 2022年 Angst – 不安 (ラムシュタインの曲)（英語版）
- 2022年 Adieu – アデュー (ラムシュタインの曲)（英語版）

### オリジナル・アルバム
- 1995年 Herzeleid – ヘルツェライト（日本盤発売2020年）
- 1997年 Sehnsucht – 渇望（英語版）（日本盤発売1998年）
- 2001年 Mutter – ムター (ラムシュタインのアルバム)（英語版）（日本盤発売2001年）
- 2004年 Reise, Reise – ライゼ・ライゼ～南船北馬（日本盤発売2005年、2009年再版）
- 2005年 Rosenrot – ローゼンロート（英語版）（日本盤発売2009年）
- 2009年 Liebe ist für alle da – 最愛なる全ての物へ（日本盤発売2009年）
- 2019年 タイトルなし（世界同時発売）
- 2022年 Zeit – ツァイト（世界同時発売）

### ライヴ・アルバム
- 1999年 Live aus Berlin – ベルリン・ライブ（英語版）（日本盤発売2000年）
- 2006年 Völkerball（英語版） – (日本盤未発売ライヴ盤)
- 2017年 Rammstein: Paris（英語版） – (日本盤未発売)

### コンピレーション
- 1998年 Rammstein Original Single Kollektion（シングルBOX 日本盤未発売）
- 2011年 Made in Germany 1995–2011 – メイド・イン・ジャーマニー 1995-2011（日本盤発売2011年）
- 2015年 XXI (LP盤BOX 日本盤未発売)[注釈 10]
- 2020年 Remixes (デジタル・ストリーミング配信)

### DVD
- 1999年 Live Aus Berlin – ベルリン・ライヴ（日本盤発売2001年）
- 2003年 Lichtspielhaus – ラムシュタイン的変態シネマ（英語版）（日本盤発売2005年）
- 2006年 Völkerball –（日本盤未発売。東京での公演が一部収録。）
- 2012年 Videos 1995 - 2012  – （日本盤未発売）
- 2015年 Rammstein In Amerika –（日本盤未発売。ただし、日本語字幕に対応した設定が存在する。2024年にAmazonプライムにて期間限定配信）
- 2017年 Rammstein: Paris –（日本盤未発売）

### サウンドトラック
- 1997年 ロスト・ハイウェイ
- 1997年 モータルコンバット2
- 1999年 マトリックス
- 2001年 バイオハザード
- 2002年 トリプルX
- 2002年 リリア 4-ever
- 2004年 バイオハザードII アポカリプス
- 2014年 ニンフォマニアック[注釈 11]

### 参加コンピレーション
- 1998年 For The Masses
- 1999年 Family Values Tour 98

### リミックス
- 1997年 Faith No More・Last Cup Of Sorrow - Rammstein Mix
- 1999年 Korn・Good God
- 1999年 Rob Zombie・Spookshow Baby
- 2002年 Slick Idiot・Xcess [Remixed By Schneider Of Rammstein]
- 2003年 Marilyn Manson・mOBSCENE - Sauerkraut Mix

## メンバーによる著書
- TIll Lindemann『Messer』. Eichborn, Frankfurt am Main 2002, ISBN 3-8218-0927-2.
- Till Lindemann『In stillen Nächten（ドイツ語版）』. Kiepenheuer & Witsch, Köln 2013, ISBN 978-3-462-04524-6.
- Till Lindemann『Die Gedichte. Messer/In stillen Nächten』, Kiepenheuer & Witsch, Köln 2015, ISBN 978-3-462-04777-6.
- Flake『Der Tastenficker. An was ich mich so erinnern kann』. Schwarzkopf & Schwarzkopf, Berlin 2015, ISBN 978-3-86265-439-0.

- Till Lindemann, Joey Kelly（英語版）, Thomas Stachelhaus『Yukon. Mein gehasster Freund』. National Geographic, München 2017, ISBN 978-3-86690-640-2.
- Flake『Heute hat die Welt Geburtstag』. S. Fischer, Frankfurt am Main 2017, ISBN 978-3-10-397263-4.
  - フラーケ『きょうは世界の誕生日』訳:小林和貴子 東宣出版 2022, ISBN 978-4-88588-106-0
- Till Lindemann『100 Gedichte』, Kiepenheuer & Witsch, Köln 2020, ISBN 978-3-462-05332-6.